# 비행속도기록

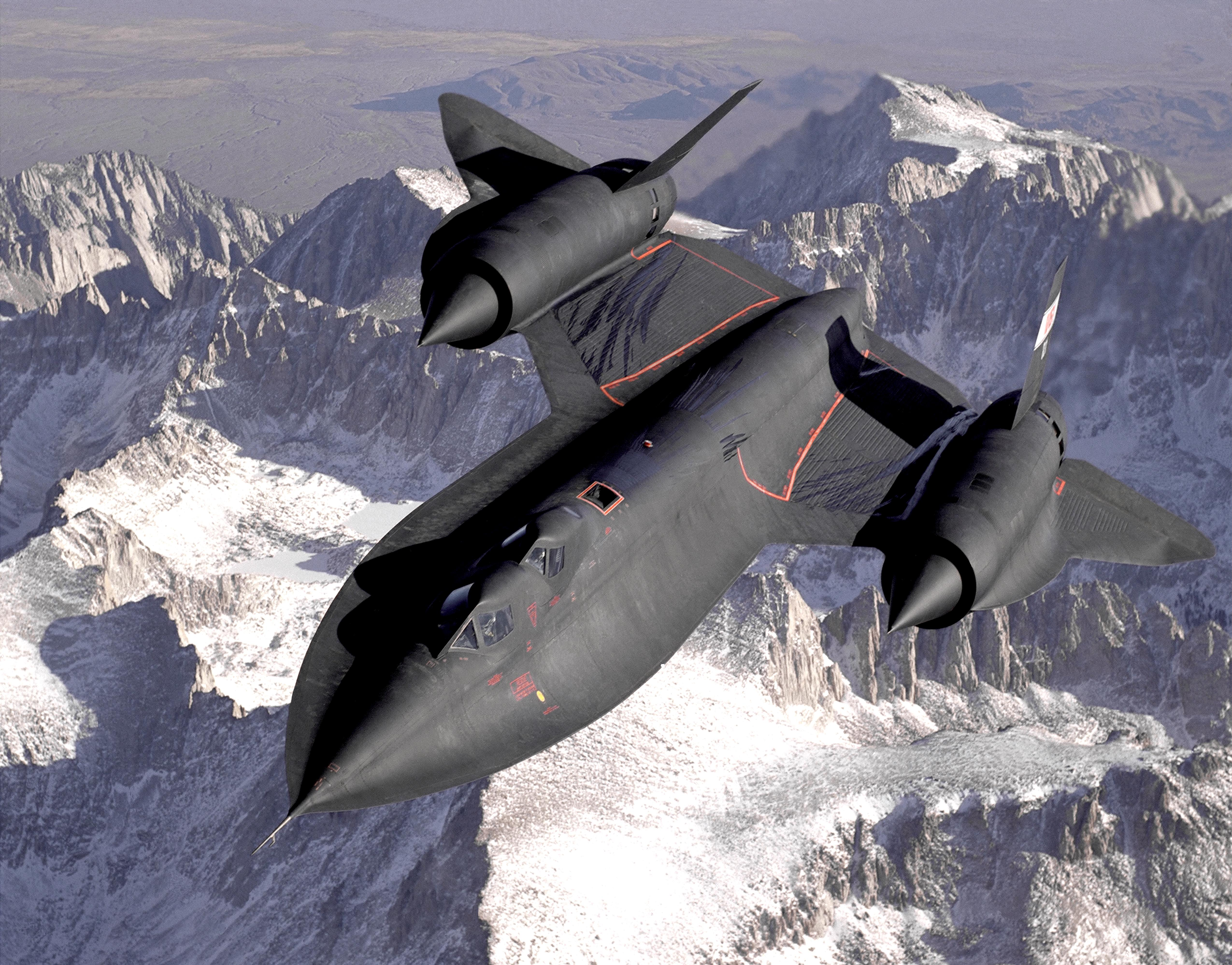
SR-71 블랙버드가 현재 세계기록을 보유하고 있다.

비행속도기록(flight airspeed record)은 특정 클래스의 항공기가 달성한 최고 속도이다. 모든 공식 항공 기록에 대한 규칙은 FAI(국제 항공 연맹)에 의해 정의되며 모든 청구를 비준한다. 속도기록은 세분화된 여러 클래스로 나뉜다. 항공기에는 육상 비행기, 수상 비행기, 양서류의 세 가지 등급이 있다. 그런 다음 이러한 등급 내에는 다양한 중량 범주의 항공기에 대한 기록이 있다. 피스톤 엔진, 터보제트, 터보프롭 및 로켓 엔진 항공기에 대한 추가 하위 분류가 있다. 각 그룹 내에서 직선 코스의 속도와 다양한 페이로드를 운반하는 다양한 크기의 폐쇄 회로에 대한 기록이 정의된다.

## 타임라인

## 같이 보기
- 세계 기록